# Blue Caprice
Blue Caprice ist ein US-amerikanischer Film des Regisseurs Alexandre Moors aus dem Jahr 2013. Der Film feierte seine Premiere beim Sundance Film Festival 2013.
Der Film behandelt die Taten der Serienmörder John Allen Muhammad und Lee Boyd Malvo bei den unter dem Namen „Beltway Sniper Attacks“ bekannt gewordenen Morden.

## Handlung
Der auf Antigua lebende Teenager Lee Boyd Malvo leidet unter der Abwesenheit der Mutter und unternimmt einen Selbstmordversuch. Er wird von John Allen Muhammad gerettet, der ihn später mit in die Vereinigten Staaten nimmt. Lee sieht in John zunehmend eine Vaterfigur und übernimmt zunehmend dessen radikale Ansichten. Bei einer Schießübung mit Johns Armeefreund Ray erkennt John, dass Lee an der Waffe ein Naturtalent ist. Über Ray und dessen Freundin Jamie bekommen beide Zugang zu einer Vielzahl von Waffen.
John zwingt Lee schließlich zu einem ersten Mord an einer Frau, die bei Johns Scheidung gegen ihn ausgesagt hat. Mit ihrem blauen Chevrolet Caprice fahren beide umher und begehen zahlreiche weitere Morde mit einem Scharfschützengewehr.

## Rezeption
Blue Caprice erhielt überwiegend positive Kritiken. Die Rezensionssammlung Metacritic weist einen Metascore von 90 % aus.
Der Kritiker des The Hollywood Reporter lobte vor allem das Schauspiel der Hauptdarsteller Isaiah Washington und Tequan Richmond und nannte den Film einen „verstörenden, meisterhaft geführten Thriller“.